# Borboletta
Borboletta es un álbum de la banda Santana, publicado en 1974.

## Sobre la música del álbum
Este disco continúa la tendencia hacia el jazz rock, marcada en sus anteriores obras, "Caravanserai" y "Welcome", completando también una línea de grabaciones de Carlos Santana fuera de la banda: "Love. Devotion. Surrender.", con John McLaughlin, y el disco "Illuminations", con Alice Coltrane.
En el álbum "Borboletta", Santana deja mucho espacio a la percusión, al saxo y a los teclados ("Spring manifestations"), combinados con solos de guitarra en clave funk ("Promise of a fisherman" o "Give and take").
En esa época, Carlos Santana estaba interesado, por un lado, en la música devocional cristiana; por otro, en la moda orientalista que había en los Estados Unidos, especialmente en el área de  San Francisco; por último, en el jazz-rock y, admirando la música que había estado haciendo Return to Forever, quería hacer algo parecido, y más si podía contar con algunos de los músicos de ese grupo.

## La portada
El álbum se publicó con una brillante portada azul que muestra la imagen de una mariposa inserta en un mosaico de escamas alares del mismo lepidóptero. "Borboleta", con una sola te, significa "mariposa" en portugués. Que aparezca la palabra con dos tes como título del álbum tal vez sea por analogía con terminaciones de palabras italianas, quizá más familiares a los diseñadores estadounidenses.  

## Personal e instrumentario

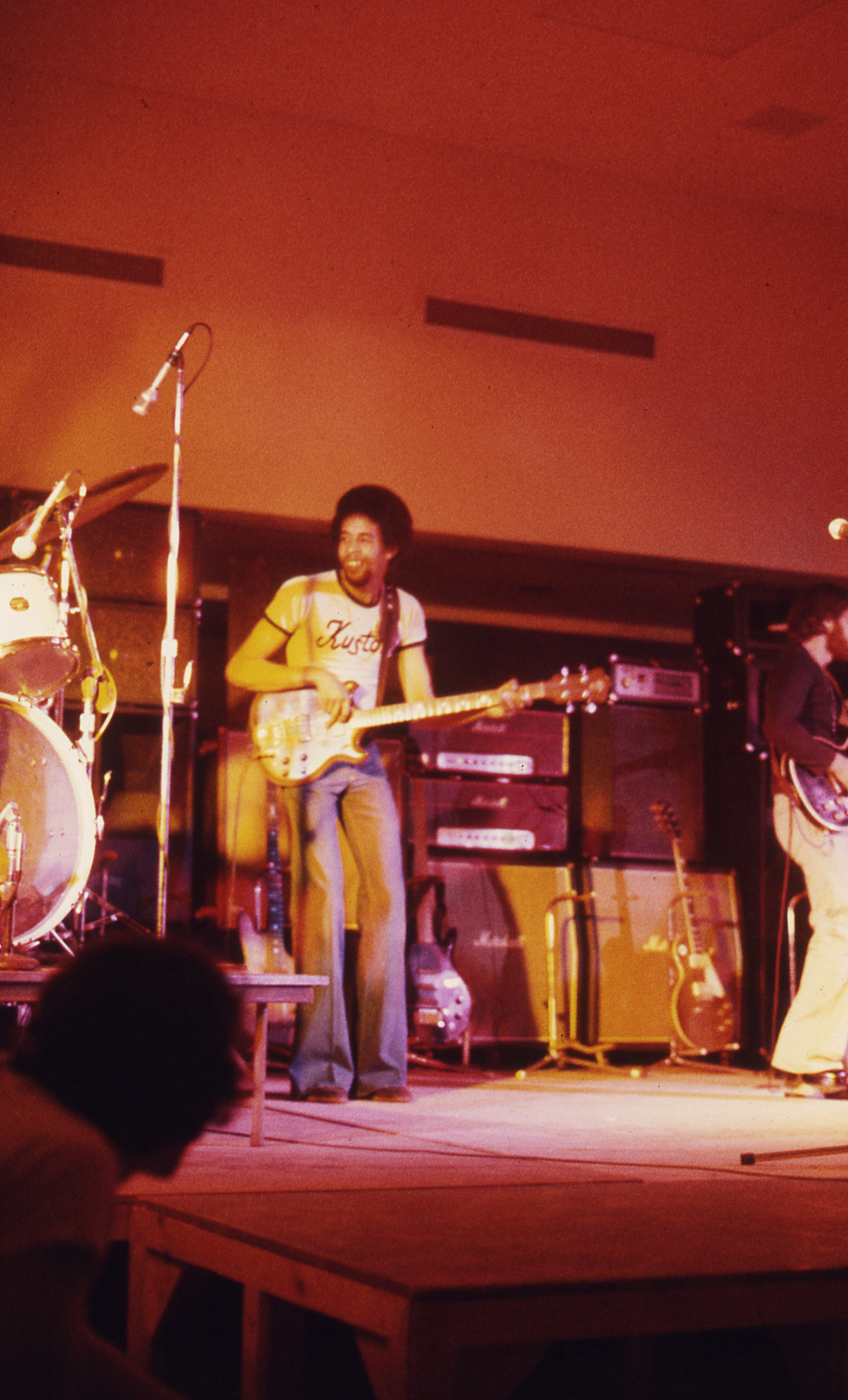
Stanley Clarke con Return to Forever en el Onondaga Community College de Siracusa (Nueva York) en 1974.

Además de los músicos habituales entonces en la banda de Santana (el baterista Leon "Ndugu" Chancler, el bajista  David Brown, Michael Shrieve, el percusionista  cubano Armando Peraza, especializado en los  bongós, y el también percusionista  nicaragüense José "Chepito" Areas, éste más dedicado a los  timbales), participaron en el álbum el teclista Tom Coster, el bajista Stanley Clarke, el cantante y teclista de música cristiana contemporánea o  gospel moderno Leon Patillo, que se acompañó con el piano eléctrico Fender Rhodes en las piezas vocales, el saxofonista Jules Broussard y el percusionista Airto Moreira, entre otros.

## Composiciones y autorías
1. "Spring Manifestations"  - ( Moreira,  Purim) - 1:05
2. "Canto de las flores" - (Santana) - 3:39
3. "Life Is Anew"' - (Santana, Shrieve) - 4:22
4. "Give and Take" - (Santana, Coster, Shrieve) - 5:44
5. "One With the Sun" - (Earl Lynn Martini, Jerry Martini) - 4:22
6. "Aspirations" - (Coster, Santana) - 5:10
7. "Practice What You Preach" - (Santana) - 4:31
8. "Mirage" - (León Patillo) - 4:43
9. "Here and Now" - (Peraza, Santana) - 3:01
10. "Flor de canela" - (Santana, Rauch) - 2:09
11. "Promise of a Fisherman" ("Promessa de pescador") - ( Caymmi) - 8:18
12. "Borboletta" - ( Moreira) - 2:47

El comienzo y el final del álbum ("Spring Manifestations" y "Borboletta") consisten en material sonoro realizado por Airto Moreira y montado por Carlos Santana.
Jerry Martini es conocido sobre todo por haber sido el saxofonista de Sly & The Family Stone.